# Najlepsze z najgorszych
Najlepsze z najgorszych – album polskiej punkrockowej grupy The Analogs wydany w 2005 roku przez Jimmy Jazz Records. Winylowy album zawiera 15 najbardziej znanych piosenek zespołu z lat 1995–2005. W 2007 roku album został wydany na CD. Dołączona do niej została płyta DVD z filmem Moniki Petryczko Te chłopaki oraz teledyskami do utworów: "Na ulicach miast", "Twoje kłamstwa", "Era techno", "Zjednoczeni" i "Pieśń aniołów".

## Spis utworów
Strona A
1. "Wszystko to co mamy" – 2:55
2. "Sprzedana" – 2:25
3. "Grzeczny chłopiec" – 3:26
4. "Cena za życie" – 2:51
5. "Era Techno" – 2:55
6. "Kroniki policyjne" – 3:06
7. "Oi! młodzież" – 3:40

Strona B
1. "Dzieciaki atakujące policję" – 3:19
2. "Hipisi w martensach" – 2:53
3. "Max Schmeling" – 2:35
4. "Ostatni krwawy gang" – 2:02
5. "Trucizna" – 2:29
6. "Te chłopaki" – 2:29
7. "Twoje kłamstwa" – 2:22
8. "Pożegnanie" – 3:33

## Twórcy
| - Dominik "Harcerz" Pyrzyna – śpiew - Piotr "Rudy" Półtorak – gitara - Jakub "Krawat" Krawczyk – gitara - Paweł "Piguła" Czekała – gitara basowa - Paweł "Dmuchacz" Boguszewski – perkusja | gościnnie - Piotr "Skoda" Skotnicki – gitara (12) - Lech "Lecho-Echo" Czarnecki – gitara akustyczna (4) - Katarzyna "Pigułka" Czekała – gitara basowa (8) - Maciej "Mroku" Mroczek – gitara basowa (2) - Szymon "Kanister" Jędrol – perkusja (7) |